# Потомский, Вадим Владимирович
Вади́м Влади́мирович Пото́мский (род. 12 августа 1972, Мары, Туркменская ССР, СССР)— российский государственный и политический деятель, экономист. С 2014 по 2017 год занимал должность губернатора Орловской области. В 2018 году был назначен заместителем Полномочного представителя президента Российской Федерации в Северо-Западном федеральном округе. Потомский также является членом Центрального комитета КПРФ от Ленинградского областного отделения партии.
Деятельность Потомского на посту губернатора Орловской области подверглась критике. За время его руководства областью заметно увеличился дефицит бюджета. В 2017 году, во время прямой линии с Владимиром Путиным, жители региона жаловались на отсутствие бесплатных учебных материалов, проблемы в сфере здравоохранения, мусорные свалки и нехватку рабочих мест. Кроме того, Потомский назначал на важные должности людей с бандитским прошлым. По его инициативе в Орле был открыт первый в России памятник Ивану Грозному, что вызвало противоречивую реакцию. Бывший губернатор открыто назвал журналистов «чепушилами». В рейтинге «политической выживаемости» глав регионов, составленном Фондом «Петербургская политика» и холдингом «Минченко консалтинг» в 2016 году, Потомский получил одну из худших оценок.
Потомский связан с рядом скандалов. Предприятия его родственников неоднократно заключали крупные контракты с государством, а независимые предприниматели жаловались на принуждение к переделу бизнеса. Самого Потомского также обвиняли в ведении коммерческой деятельности. Когда он занял должность заместителя полномочного представителя президента в Северо-Западном федеральном округе, его и его родственников связывали со скандалами вокруг мусорных предприятий региона.

## Ранние годы
Вадим Потомский родился 12 августа 1972 года в городе Мары Туркменской ССР в семье военнослужащего Владимира Викентьевича Потомского (позднее — преподавателя Санкт-Петербургского высшего зенитного ракетного командного училища) и учительницы Натальи Артоевны Багдасаровой. Его старший брат Юрий Потомский дослужился до генерала погранслужбы Украины.
В 1993 году Вадим Потомский окончил Санкт-Петербургское высшее зенитное ракетное командное училище по специальности «Инженер по эксплуатации радиотехнических средств». В последующие пять лет Потомский служил в Ленинградском военном округе, где занимал пост заместителя начальника Спортивного клуба. Он уволился из армии в запас в звании капитана, но позднее неоднократно заявлял, что имеет звание подполковника запаса. В 2015 году Главная военная прокуратура лишила его «незаконно присвоенных» званий подполковника и майора. Сам Потомский заявил, что получил звания «в уведомительном порядке» и не согласен, что его лишили этих званий «без решений судов».
С 1998 по 2000 год он работал на различных должностях в Аналитическом Центре Комитета государственного лицензирования правительства Ленинградской области. С 2000 по 2006 год Потомский руководил всеволожским предприятием «Экология», занимающимся уборкой мусора. В 2006 году Потомский получил диплом экономиста в Северо-Западной академии государственной службы.

## Политическая карьера
В октябре 2005 года Вадим Потомский был избран в Совет депутатов МО «Всеволожское городское поселение». В марте 2007 года, его избрали депутатом Законодательного собрания Ленинградской области четвёртого созыва, где он возглавил постоянную комиссию по экологии и природопользованию, входил в постоянную комиссию по жилищно-коммунальному хозяйству и топливно-энергетическому комплексу.
В 2009 году Потомский был назначен секретарём Ленинградского областного комитета КПРФ.
4 декабря 2011 года был избран депутатом Государственной думы РФ от партии и вошёл в состав комитета по жилищно-коммунальному хозяйству.

### Борьба за пост главы Брянской области
В 2012 году Вадим Потомский участвовал в выборах губернатора Брянской области. Он инициировал иск против действовавшего на тот момент губернатора Николая Денина за нарушения при сборе подписей избирателей. 5 октября Брянский областной суд отменил регистрацию Денина, ещё двое кандидатов от ЛДПР и Яблока сняли свои кандидатуры самостоятельно. Позднее решение суда в отношении Денина было отмененено, он восстановил свою кандидатуру и победил на выборах, набрав 66 % голосов при явке чуть более 40 %.

### Губернатор Орловской области
В феврале 2014 года Вадим Потомский был назначен временно исполняющим обязанности губернатора Орловской области, в сентябре он принял участие в выборах главы региона от партии КПРФ. Его также активно поддержало местное отделение «Единой России» — партия решила не выдвигать своего кандидата. В регионе традиционно высокая поддержка КПРФ, и на выборах Потомскому удалось набрать 89 % голосов. У местных жителей он получил прозвище «варяг», так как он был уроженцем Ленинградской области. Оппоненты на выборах прозвали его «мусорным королём».
В первый год управления Потомского в 2015 году в Орловской области был зафиксирован максимальный дефицит бюджета — доходы региона упали на 10 %, превысив расходы на 2,4 млрд рублей. По данным Минфина РФ, общий долг области приблизился к 15 млрд рублей. Несмотря на дефицит, Потомский увеличил расходы на содержание аппарата областного правительства на 50 млн рублей. В 2016 году дефицит бюджета увеличился на 41,95 % — до 3,2 млрд руб.
За время нахождения Потомского у власти позиции КПРФ в регионе значительно ослабли: в 2015 году они провели всего 3 депутата в городской совет и 6 — в областной.
Ряд политологов и журналистов критиковали работу Потомского на посту губернатора и сообщали о его конфликтах с местными элитами из-за перераспределения сфер влияния. Он снизил НДФЛ в Орле в пользу областного бюджета с 10 % до 5 %, забрал в областное правительство рычаги по строительным и земельным вопросам, развивал выгодные ему проекты мусорных полигонов и реконструкций. Потомский был инициатором закона, запретившего проведение публичных мероприятий на расстоянии ближе 50 метров от зданий органов государственной власти и местного самоуправления, а также других учреждений. Запрещено было проводить акции на тротуарах, рынках, вокзалах и остановках общественного транспорта. Позже региональные власти пересмотрели закон, сделав его более либеральным. В 2016 году Потомский получил одну из худших оценок в рейтинге «политической выживаемости» глав регионов, составленном Фондом «Петербургская политика» и холдингом «Минченко консалтинг».
В 2017 году, во время прямой линии с Владимиром Путиным, жители Орловской области жаловались на отсутствие бесплатных учебников, проблемы с мусорными свалками и нехватку рабочих мест. На личной встрече с Потомским Путин публично раскритиковал его за эти проблемы.

### Заместитель полпреда в Северо-Западном федеральном округе
5 октября 2017 года Владимир Путин освободил Вадима Потомского от должности губернатора Орловской области, назначив заместителем полномочного представителя президента в Центральном федеральном округе. В новой должности Потомский курировал вопросы, связанные с работой промышленных предприятий, атомных электростанций, мусорных полигонов.
В декабре 2018 года Потомский был переведен в Северо-Западный федеральный округ на аналогичную должность. Его основными обязанностями стали вопросы экологии и утилизации мусора.

## Бизнес и коррупция
В 2012 году депутат фракции «Справедливая Россия» в Госдуме Игорь Зотов обратился в Следственный комитет и Генеральную прокуратуру с просьбой проверить информацию о возможной предпринимательской деятельности Вадима Потомского. Зотов заявил, что к нему обратились члены Партии пенсионеров из Санкт-Петербурга, которые обвиняли Потомского в ведении коммерческой деятельности. Потомский отрицал эти обвинения, хотя СМИ указывали на его связь с бизнесом родственников. Журналисты «Новой газеты» проанализировали, что бизнес семьи Потомского развивался в тех секторах, которые курировал политик.
- Сестра Вадима Потомского, Любовь Потомская, с 2007 года возглавляла Всеволожскую муниципальную управляющую компанию. Позднее она основала пять коммерческих предприятий, одно из которых — ООО «Волна» — активно сотрудничало с администрацией Ленинградской области. С 2011 по 2015 годы «Волна» заключила 164 контракта на сумму более 360 млн рублей[27][28]. Связанные с ней компании также были вовлечены в работу с мусором[29]. В частности, одна из её компаний ООО «Грин Сити Групп» была должна центру по переработке мусора в Петербурге МПБО-2 44 млн рублей[30]. На 2024 год она входит в руководство ГУП «Водоканал Ленинградской области»[31].
- Зять Потомского Артем Дайнеко был задержан летом 2024 года по подозрению в мошенничестве. Он являлся руководителем ООО «Балтконд», которое получило за государственный контракт 44,3 млн рублей, хотя работы не были исполнены в должном объёме. Предположительно, по другим контрактам компании из бюджета вывели около 200 млн рублей. В период руководства Потомского Орловской областью Дайнеко входил в список 100 самых богатых людей региона[32][33].
- Дядя и тётя Вадима Потомского, Олег и Людмила Багдасаровы, в 2009 году учредили ООО «Всеволожская жилищная управляющая компания „Южный“» (ВЖУК), которая управляла многоквартирными домами во Всеволожске. В период работы Потомского в Госдуме компания обслуживала 40 домов в микрорайоне Южный города Всеволожска. С 2009 по 2013 годы ВЖУК оставалась единственным поставщиком тепловой энергии для структур, подведомственных администрации Всеволожска. Стоимость контрактов составила более 20 млн рублей. В 2009 году Багдасаровы приобрели активы ООО «Всеволожскспецтранс», специализирующегося на вывозе и утилизации твёрдых отходов для муниципальных структур. В период с 2010 по 2014 год компания заключила контракты на сумму около 140 млн рублей. Общая стоимость государственных подрядов, полученных тётей Потомского, составила более 280 млн рублей, обеспечив 90 % выручки предприятия за указанный период[15].
- В Орловской области переработкой и транспортировкой отходов занимались двоюродные братья Потомского — Артём и Леон Багдасаровы. В 2017 году они стали учредителями компаний «Экотек», «Экополис» и «Экотексити». Местные предприниматели, работающие в сфере переработки отходов, жаловались на давление со стороны родственников губернатора, которые требовали включения их в долю[27]. Компания «Экотек» за два с половиной года получила государственные контракты на сумму более 100 млн рублей[28][34].

Когда Вадим Потомский занял должность заместителя полномочного представителя президента в Северо-Западном федеральном округе, его и его родственников связывали со скандалами вокруг мусорных предприятий региона. В 2020 году СМИ сообщали, что Потомский оказывает давление на власти Ленинградской области, чтобы полигоны области приняли отходы с ГУП «Завод МПБО-2», занимавшегося приёмкой коммунальных отходов в Янино и на Волхонке. Официально с 2020 года завод прекратил приём твёрдых коммунальных отходов, однако на его территории накопилась свалка, которая, по оценкам, содержала около 42 тысяч тонн мусора. Следственный комитет России обязал руководство вывезти мусор с территории в Янино. Единственным доступным вариантом для вывоза мусора с МПБО-2 был полигон «Северная Самарка», расположенный во Всеволожском районе. В 2020 году СМИ сообщали, что Потомский оказывает давление на власти Ленинградской области, чтобы полигоны области приняли отходы с МПБО-2. Летом 2022 года, согласно данным «Делового Петербурга», ответственное за полигон ЗАО «Промотходы» приобрела компания, связанная с Потомским. Полигон планировалось законсервировать к 2023 году, однако свалка продолжала существовать, несмотря на превышение допустимых норм по объёму отходов. Журналисты предполагали, что Потомский планировал возобновить приём коммунальных отходов на «Северной Самарке» и включить этот объект в территориальную схему обращения с отходами.
Кроме этого, должность заместителя директора ГУП «Завод МПБО-2» в 2020 году занял Леон Багдасаров занял должность заместителя директора завода, который подписал приказ о списании долгов контрагентов-должников на сумму не менее 33 млн рублей. Среди должников была ликвидированная в 2022 году фирма ООО «Экотэк» Артёма Багдасарова. Из-за необоснованного списания в январе 2023 года Контрольно-счётная палата Санкт-Петербурга начала проверку финансовой деятельности ГУПа. В ходе расследования 16 ноября 2023 года экономическая полиция Ленинградской области обыскала дом матери Потомского, Натальи Потомской, где также был зарегистрирован Леон Багдасаров. Вскоре состоялось неожиданное совещание с участием полпреда Александра Гуцана, губернатора Санкт-Петербурга и губернатора Ленинградской области, представителей СК и полиции, где обсуждалось вмешательство силовиков в работу предприятий, связанных с мусорной реформой. 24 ноября полковник, руководивший расследованием дела по семье Потомского, был арестован за получение взятки в размере 8 млн рублей.
Летом 2024 года в Ленинградской области был задержан бизнесмен Александр Мунтяну — бывший муж родной сестры супруги Вадима Потомского. По версии следствия, Мунтяну предлагал содействие коммерческой фирме в размещении отходов на полигоне «Северная Самарка» за вознаграждение в 10 млн рублей. При этом Мунтяну не имел официальных полномочий для такого содействия, и СМИ предположили, что он мог использовать свои связи с семьёй Потомского.

## Обвинения в бандитизме
В марте 2015 года, когда он был гостем у Владимира Соловьёва в эфире радиостанции «Вести ФМ», Потомский получил СМС от одного из слушателей с обвинениями в свой адрес. На вопрос Соловьёва о бандитском прошлом Потомский сказал: «Ну, я крупный человек, служил в спортивном клубе армии, мастер спорта по дзюдо. По моим внешним данным и по тому, как я разговариваю, и если нужно показать свою физическую силу, я за ценой не постою, и со мной нужно разговаривать в тех рамках, которые я позволю».
Известно, что сестра Потомского была замужем за Ильёй Владимировичем Паршуком, членом Тамбовской ОПГ. В 1995 году Паршук был осуждён за бандитизм, но освобождён в зале суда, так как срок наказания он отбыл в ходе предварительного заключения. Также его обвиняли в сбыте наркотика эфедрина и поиске каналов для его оптового сбыта.
Потомский назначал на высокие должности людей с криминальным прошлым. В 2014 году он назначил Андрея Ёрша руководителем казённого учреждения «Орелгосзаказчик». В 2017 году Ёрш был осуждён на 9,5 лет за крышевание игорного бизнеса. В окружении Потомского был замечен Михаил Соколовский, бывший вице-губернатор Корякского автономного округа, осуждённый за срыв отопительного сезона. Также на должность руководителя управления госимуществом области Потомский назначил Владимира Макарчука, у которого была судимость за мошенничество. В настоящее время ведутся расследования в отношении бывших чиновников Орловской области — Екатерины Стрелец (взятка) и Сергея Кочергина (многомиллионные хищения). Оба упоминали Потомского в своих показаниях.

## Скандальные высказывания и действия
Потомский известен своими скандальными высказываниями. В 2015 году он в эфире у Владимира Соловьёва заявил, что его пытались склонить к коррупции местные бизнесмены. По закону он должен был бы сообщить об этом в правоохранительные органы, но не сделал этого.
В 2016 году по инициативе Потомского в Орле был открыт памятник Ивану Грозному, что вызвало протесты местных жителей. На встрече с активистами он заявил, что целью установки памятника не является канонизация царя, а только признание его как основателя города. Во время пресс-конференции он заявил, что Иван Грозный, Пётр I и Сталин были оболганы в истории России.
В 2016 году он также заявил, что Иван Грозный не убивал своего сына, так как тот «сам умер по пути из Москвы в Петербург» (Санкт-Петербург был основан Петром I через 122 года после гибели царевича Ивана).
В декабре 2016 года на заседании координационного совета по промышленности в Орле Потомский критиковал тех, кто, по его мнению, подрывал репутацию региона, называя их «чепушилами». Он утверждал, что эти люди негативно влияли на инвесторов, говоря о проблемах в Орловской области. Позже он пояснил, что имел в виду не журналистов, а блогеров и комментаторов в социальных сетях.
В мае 2017 года Потомский защищал епископа Нектария, которому подарили автомобиль Toyota Land Cruiser. Он сказал: «Бог не фраер, он всё видит. У нас это идёт до патриарха: не те часы, не так живёт, не на тех машинах ездит». Потомский активно собирал средства от «спонсоров» на строительство храмов в Орле и налаживал связи с клиром. Позднее он пояснил, что призывал журналистов корректно относиться к священнослужителям и уважать их.
В 2020 году Вадима Потомского не пустили на кладбище № 2 во Всеволожске в День Победы. Потомский прибыл к ограде кладбища на джипах. По словам директора учреждения «Ритуальные услуги» Павла Руденко, Потомскому, подъехавшему на Lexus, объяснили, что проезд на территорию кладбища на автомобилях запрещён. Свидетели утверждают, что Потомский заявил: «Да вы хоть знаете, кто я такой?». Однако сам Потомский рассказал: «Я ехал туда без задней мысли. Стояли четыре человека на входе, я объяснил им, почему мне нужно внутрь. Никого не оскорблял. Мне предложили позвонить Путину, если мне что-то не нравится. Я ответил, что сегодня Путину звонить не буду, потому что у него много важных дел, а вот начальнику полиции района могу. Но они попросили этого не делать, и я просто развернулся и уехал»..

## Личная жизнь
Вадим Потомский женат, имеет трёх детей — двух дочерей (Илона и Элеонора) и сына Владислава.

### Награды
- Орден Дружбы (15 ноября 2017 года)[52];